# Radio France Internationale
Radio France Internationale (RFI) werd opgericht in 1975 als onderdeel van Radio France door de Franse regering als omroep gericht naar Frans equatoriaal Afrika. In 1986 nam het Franse parlement een wet aan waardoor RFI nu onafhankelijk van Radio France uitzendt. RFI valt onder het Franse Ministerie voor Buitenlandse Zaken. Het zendt uit in verschillende talen, waaronder Frans, Engels, Pools, Portugees, Roemeens, Russisch, Chinees en Spaans.